# Hrabărsko, Sofia
Hrabărsko (în bulgară Храбърско) este un sat în comuna Bojuriște, regiunea Sofia,  Bulgaria. 

## Demografie
Componența etnică a satului Hrabărsko
     Bulgari (98,33%)
     Nicio identificare (1,16%)
     Altele (0,99%)
La recensământul din 2011, populația satului Hrabărsko era de 602 locuitori. Din punct de vedere etnic, majoritatea locuitorilor (98,33%) erau bulgari. Pentru 1,16% din locuitori nu este cunoscută apartenența etnică.